# Microrregión de Uruburetama
La microrregión de Uruburetama es una de las microrregiones del estado brasileño del Ceará perteneciente a la mesorregión Norte Cearense. Su población fue estimada en 2005 por el IBGE en 96.702 habitantes y está dividida en cuatro municipios. Posee un área total de 1.055,652 km².

## Municipios
- Itapajé
- Tururu
- Umirim
- Uruburetama

- Datos: Q1912472